# Reborn (album de Nanase Aikawa)
Pour les articles homonymes, voir Reborn.
Albums de Nanase Aikawa
7 seven
(2004) Gossip
(2011)
Singles
Reborn est le 7e album de Nanase Aikawa, sorti sous le label Avex Trax le 18 février 2009 au Japon. Il atteint la 45e place du classement de l'Oricon et reste classé pendant 2 semaines.

## Liste des titres
| 1.  | Yumemiru...                             | 4:13 |
| 2.  | Keep Singin'                            | 4:11 |
| 3.  | I love my way                           | 3:25 |
| 4.  | Prism                                   | 4:01 |
| 5.  | Come Closer                             | 5:05 |
| 6.  | Reborn                                  | 3:42 |
| 7.  | Goodbye Yesterday                       | 5:50 |
| 8.  | Dark & bright                           | 4:25 |
| 9.  | Glorious Night                          | 4:24 |
| 10. | "Suki da yo" (「すきだよ」)             | 4:34 |
| 11. | Circle of Life (Bonus de la version CD) | 5:31 |

| 1. | "Suki da yo" (PV) (「すきだよ」)                                      |  |
| 2. | Prism (PV)                                                            |  |
| 3. | Live Video @ 2008.07.07 Shibuya-Ax (ライブ映像@2008.07.07 SHIBUYA-AX) |  |